# Ipati
Ipati (gr. Υπάτη) – miejscowość w Grecji, w administracji zdecentralizowanej Tesalia-Grecja Środkowa, w regionie Grecja Środkowa, w jednostce regionalnej Ftiotyda, w gminie Lamia. W 2011 roku liczyła 496 mieszkańców.